# (8917) Tianjindaxue
(8917) Tianjindaxue est un objet de la ceinture principale extérieure de 37,122 km de diamètre découvert en 1996.

## Description
(8917) Tianjindaxue a été découvert le 9 mars 1996 à la station de Xinglong par le Beijing Schmidt CCD Asteroid Program.

### Caractéristiques orbitales
L'orbite de cet astéroïde est caractérisée par un demi-grand axe de 3,41 UA, un périhélie de 3,00 UA, une excentricité de 0,12 et une inclinaison de 15,48° par rapport à l'écliptique. Du fait de ces caractéristiques, à savoir un demi-grand axe entre 3,2 et 4,6 UA, il est classé, selon la JPL Small-Body Database, comme objet de la ceinture principale extérieure.

### Caractéristiques physiques
(8917) Tianjindaxue a une magnitude absolue (H) de 11,3 et un albédo estimé à 0,046, ce qui permet de calculer un diamètre de 37,122 km. Ces résultats ont été obtenus grâce aux observations du Wide-field Infrared Survey Explorer (WISE), un télescope spatial américain mis en orbite en 2009 et observant l'ensemble du ciel dans l'infrarouge, et publiés en 2014 dans un article présentant les résultats concernant 2 835 astéroïdes de la ceinture principale.